# Joséphine Guidy Wandja
Joséphine Guidy Wandja (sinh năm 1945, cũng là Guidy-Wandja) là một nhà toán học người Bờ Biển Ngà. bà là người phụ nữ châu Phi đầu tiên có bằng tiến sĩ toán học.

## Cuộc sống ban đầu
Bà chuyển đến Pháp ở tuổi 14. bà đã tham dự Lycée Jules-Ferry tại Paris, và sau đó là Đại học Pierre và Marie Curie. Luận văn thạc sĩ của bà được mang tên Sous les Majbes fermées convexes du plan et les théorémes des quatre sommets (Dưới các đường cong lồi kín trong mặt phẳng và định lý bốn đỉnh). bà học Tiến sĩ tại Đại học Abidjan, trở thành phụ nữ đầu tiên lấy bằng tiến sĩ toán học.

## Sự nghiệp
Năm 1969, bà làm việc tại Lycée Jacques Amyot ở Melun, trước khi làm việc một năm tại Đại học Paris Diderot. Năm 1971, bà gia nhập Đại học Abidjan, với tư cách là một giảng viên toán học. Khi làm như vậy, bà trở thành nữ giáo sư toán học đại học châu Phi đầu tiên. Năm 1983, bà được bổ nhiệm làm chủ tịch Ủy ban quốc tế về toán học ở các nước đang phát triển (ICOMIDC). Tổ chức này đã được thiết lập trong hội nghị Liên minh toán học quốc tế (IMU) tại Warsaw, Ba Lan, nhưng không có kiến thức của IMU. Năm 1986, bà đã viết một cuốn truyện tranh toán học 24 trang hài hước Yao crack en maths. Năm 1985, bà đã tổ chức một hội nghị ICOMIDC tại Yamoussoukro, Bờ Biển Ngà.
Bà là một sĩ quan của Huân chương bàng giáo Ivorian, và Pháp Ordre des Palmes Académiques.

## Ấn phẩm
- Guidy Wandja, Joséphine, Yao crack en maths (bằng tiếng Pháp), Nouvelles Éditions africaines [fr], 1985. ISBN 2723607356